# Mohamed Fares
Mohamed Salim Fares (Aubervilliers, 15 februari 1996) is een Algerijns-Frans voetballer die doorgaans speelt als middenvelder. In oktober 2020 verruilde hij SPAL voor Lazio. Fares debuteerde in 2017 in het Algerijns voetbalelftal.

## Clubcarrière
Fares speelde in de jeugd van Girondins de Bordeaux en in januari 2013 verliet hij de opleiding van die club om bij Hellas Verona te gaan voetballen. Zijn debuut in het eerste elftal maakte de middenvelder op 14 december 2014, toen op bezoek bij Udinese met 1–2 gewonnen werd. Antonio Di Natale opende nog de score voor de thuisploeg, maar door treffers van Luca Toni en Lazaros Christodoulopoulos won Hellas de wedstrijd alsnog. Fares begon tijdens dit duel op de reservebank en hij mocht van coach Andrea Mandorlini een minuut voor het einde van de wedstrijd invallen voor Alessandro Agostini. In het seizoen 2015/16 degradeerde Hellas Verona naar de Serie B, maar door een tweede plaats het seizoen erop promoveerde de club direct weer terug naar de Serie A. Fares tekende na deze promotie een vernieuwd contract bij Hellas, dat zou lopen tot medio 2021.
In de zomer van 2018 werd Fares voor één seizoen verhuurd aan SPAL. Dat nam hem in juli 2019 vervolgens definitief over, voor circa 2,7 miljoen, en gaf hem een contract voor drie seizoenen. Een jaar later werd Fares alweer overgenomen door Lazio, wat acht miljoen euro betaalde. In september 2021 werd Fares verhuurd aan Genoa. In de winterstop keerde de Algerijnse middenvelder terug naar Lazio. Daarop werd hij opnieuw verhuurd, ditmaal aan Torino. Voor die club kwam Fares niet in actie en ook na zijn terugkeer kreeg hij geen speelminuten bij Lazio. In september 2023 huurde Brescia hem. Voor het seizoen 2024/25 werd Fares verhuurd aan het Griekse Panserraikos.

## Clubstatistieken
| Seizoen | Club           | Competitie   | Competitie | Competitie | Beker | Beker | Internationaal | Internationaal | Totaal | Totaal |
| Seizoen | Club           | Competitie   | Wed.       | Dlp.       | Wed.  | Dlp.  | Wed.           | Dlp.           | Wed.   | Dlp.   |
| ------- | -------------- | ------------ | ---------- | ---------- | ----- | ----- | -------------- | -------------- | ------ | ------ |
| 2014/15 | Hellas Verona  | Serie A      | 1          | 0          | 1     | 0     | —              | —              | 2      | 0      |
| 2015/16 | Hellas Verona  | Serie A      | 11         | 0          | 1     | 0     | —              | —              | 12     | 0      |
| 2016/17 | Hellas Verona  | Serie B      | 14         | 0          | 3     | 0     | —              | —              | 17     | 0      |
| 2017/18 | Hellas Verona  | Serie A      | 30         | 0          | 3     | 1     | —              | —              | 33     | 1      |
| 2018/19 | → SPAL         | Serie A      | 35         | 3          | 0     | 0     | —              | —              | 35     | 3      |
| 2019/20 | SPAL           | Serie A      | 8          | 0          | 0     | 0     | —              | —              | 0      | 0      |
| 2020/21 | Lazio          | Serie A      | 21         | 0          | 2     | 0     | 6              | 0              | 29     | 0      |
| 2021/22 | → Genoa        | Serie A      | 9          | 0          | 0     | 0     | —              | —              | 9      | 0      |
| 2021/22 | → Torino       | Serie A      | 0          | 0          | 0     | 0     | —              | —              | 0      | 0      |
| 2022/23 | Lazio          | Serie A      | 0          | 0          | 0     | 0     | 0              | 0              | 0      | 0      |
| 2023/24 | → Brescia      | Serie B      | 16         | 0          | 0     | 0     | —              | —              | 16     | 0      |
| 2024/25 | → Panserraikos | Super League | 29         | 2          | 1     | 0     | —              | —              | 30     | 2      |
| Totaal  | Totaal         | Totaal       | 174        | 5          | 11    | 1     | 6              | 0              | 191    | 6      |

Bijgewerkt op 20 juli 2025.

## Interlandcarrière
Fares maakte op 7 oktober 2017 zijn debuut in het Algerijns voetbalelftal, toen in een kwalificatiewedstrijd voor het WK 2018 met 2–0 verloren werd van Kameroen. Clinton N'Jie en Frantz Pangop tekenden voor de twee treffers. Fares mocht van bondscoach Lucas Alcaraz in de basis starten en hij speelde het gehele duel mee. Fares maakte een kleine twee jaar na zijn interlanddebuut deel uit van de Algerijnse ploeg die het Afrikaans kampioenschap 2019 won.
| Interlands van Mohamed Fares voor Algerije | Interlands van Mohamed Fares voor Algerije | Interlands van Mohamed Fares voor Algerije | Interlands van Mohamed Fares voor Algerije | Interlands van Mohamed Fares voor Algerije | Interlands van Mohamed Fares voor Algerije | Interlands van Mohamed Fares voor Algerije |
| №                                          | Datum                                      | Wedstrijd                                  | Uitslag                                    | Competitie                                 | Goals                                      |                                            |
| Als speler bij Hellas Verona               | Als speler bij Hellas Verona               | Als speler bij Hellas Verona               | Als speler bij Hellas Verona               | Als speler bij Hellas Verona               | Als speler bij Hellas Verona               | Als speler bij Hellas Verona               |
| ------------------------------------------ | ------------------------------------------ | ------------------------------------------ | ------------------------------------------ | ------------------------------------------ | ------------------------------------------ | ------------------------------------------ |
| 1                                          | 7 oktober 2017                             | Kameroen – Algerije                        | 2 – 0                                      | WK 2018 kwalificatie                       |                                            |                                            |
| Als speler bij SPAL                        |                                            |                                            |                                            |                                            |                                            |                                            |
| 2                                          | 8 september 2018                           | Gambia – Algerije                          | 1 – 1                                      | AK 2019 kwalificatie                       |                                            |                                            |
| 3                                          | 12 oktober 2018                            | Algerije – Benin                           | 2 – 0                                      | AK 2019 kwalificatie                       |                                            |                                            |
| 4                                          | 16 oktober 2018                            | Benin – Algerije                           | 1 – 0                                      | AK 2019 kwalificatie                       |                                            |                                            |
| 5                                          | 22 maart 2019                              | Algerije – Gambia                          | 1 – 1                                      | AK 2019 kwalificatie                       |                                            |                                            |
| 6                                          | 11 juni 2019                               | Algerije – Burundi                         | 1 – 1                                      | Vriendschappelijk                          |                                            |                                            |
| 7                                          | 16 juni 2019                               | Algerije – Mali                            | 3 – 2                                      | Vriendschappelijk                          |                                            |                                            |
| 8                                          | 27 juni 2019                               | Senegal – Algerije                         | 0 – 1                                      | AK 2019                                    |                                            |                                            |
| 9                                          | 1 juli 2019                                | Tanzania – Algerije                        | 0 – 3                                      | AK 2019                                    |                                            |                                            |
| Als speler bij Lazio                       |                                            |                                            |                                            |                                            |                                            |                                            |
| 10                                         | 9 oktober 2020                             | Nigeria – Algerije                         | 0 – 1                                      | Vriendschappelijk                          |                                            |                                            |
| Als speler bij Genoa                       |                                            |                                            |                                            |                                            |                                            |                                            |
| 11                                         | 8 oktober 2021                             | Algerije – Niger                           | 6 – 1                                      | WK 2022 kwalificatie                       |                                            |                                            |
| 12                                         | 12 oktober 2021                            | Niger – Algerije                           | 0 – 4                                      | WK 2022 kwalificatie                       |                                            |                                            |

Bijgewerkt op 20 juli 2025.

## Erelijst
| Afrikaans kampioenschap | 1 | 2019 |